# L'Enfant en rouge
The Red Boy, ou Master Lambton, sont les noms populaires donnés au portrait réalisé en 1825 par le peintre britannique Thomas Lawrence. Il est officiellement intitulé du nom de son sujet, Charles William Lambton, qui était le fils aîné de John Lambton, futur comte de Durham. Le tableau a été acheté en 2021 par la National Gallery de Londres.

## Master Lambton
Charles William Lambton est né le 16 janvier 1818, fils aîné de John Lambton, alors député du comté de Durham, et de sa seconde épouse Louisa. Il porte le nom de ses grands-pères, Charles Gray, 2e comte Grey, qui devint plus tard premier ministre du Royaume-Uni, et William Henry Lambton.
John Lambton a été élevé à la Pairie comme baron Durham en 1828, après quoi Master Lambton est devenu l'honorable Charles William Lambton et héritier du titre et des domaines de son père. Cependant, Charles mourut jeune à Brighton le 24 septembre 1831, à l'âge de 13 ans, de la tuberculose. Il a été enterré à St Mary et St Cuthbert, Chester-le-Street le 7 octobre 1831. Le frère cadet de Charles, D'Arcy, devient ainsi l'héritier. Après que John Lambton a été élevé comte de Durham en 1833, D'Arcy a hérité des titres à la mort de son père en 1840.

## Histoire
Le portrait de Charles William Lambton, alors âgé de sept ans, a été peint pour le père du sujet par Thomas Lawrence pour le prix de 600 guinées (environ 46 000 £ / 57 000 $ en 2014) et a été achevé en 1825.
William T. Whitley dans Art of England 1821–1837 (1930) déclare qu'un écrivain contemporain dans News of Literature and Fashion a rapporté que Lawrence avait initialement peint les vêtements du garçon en jaune, bien que le père de ce dernier soit appelé le « dandy jaune ». Whitley mentionne également que lorsque le tableau a été exposé à la Royal Academy en 1825, le comité d'accrochage de George Jones, Alfred Edward Chalon et Thomas Phillips a choisi le tableau pour qu'il soit accroché en hauteur à l'École de peinture, loin de la grande salle. Lambton croyait que cela était dû au fait qu'il était un whig et a déclaré qu'il n'achèterait jamais une autre toile d'un académicien royal. Cependant, La Vie et la Correspondance de Sir Thomas Lawrence, de D.E. Williams publié en 1831 affirme que le jaune d'origine « produisait une monotonie désagréable avec les bruns du gravier et des rochers formant l'arrière-plan ». Le tableau a ensuite suscité de nombreux éloges lorsqu'il a été exposé au Salon de Paris en 1827.

## Propriété de l'oeuvre
La mort du troisième comte de Durham en 1928 et du quatrième comte un an plus tard en 1929 a entraîné d'importants droits de succession. Comme le cinquième comte n'utilisait le château de Lambton qu'occasionnellement, il le ferma et organisa une vente aux enchères de ses précieux meubles et peintures en 1932, dont The Red Boy,. Cependant, au bout de deux ans, le prix de réserve n'est pas atteint après chaque enchère et le tableau reste invendu en 1934.
En 1929, le tableau est exposé à la North East Coast Exhibition, puis en 1934 à la Bessie Surtees House, toutes deux à Newcastle Upon Tyne. Il a également été exposé dans le cadre d'une exposition qui s'est déroulée parallèlement au Festival of Britain au Bowes Museum en 1951 et à nouveau en 1988,.
En juillet 2021, la National Gallery de Londres a annoncé qu'elle acquerrait le tableau d'une collection privée pour 9,3 millions de livres sterling, rejoignant ainsi cinq autres portraits de Lawrence dans ses collections.

## Influence de l'oeuvre
Albert Scholick Wilkin a présenté la peinture sur son Wilkins Red Boy Toffee.
The Peabody Sisters : Three Women Who Ignited American Romanticism (2005) de Megan Marshall mentionne Sophia Hawthorne et Elizabeth Peabody comme ayant copié le tableau.
En 1936, la petite-nièce de Charles, Diana Mary Lambton, épousa William Hedworth Williamson à l'église St Margaret's de Westminster, et leurs garçons d'honneur portaient des tenues assorties au tableau. Raymond Jolliffe (plus tard baron Hylton) portait également la même tenue en tant que garçon d'honneur au mariage de Lord Lovat en 1938.
En 1967, l'œuvre est devenue la première peinture à apparaître sur un timbre-poste britannique,.